# جو واکر
جو واکر (انگلیسی: Joe Walker؛ زادهٔ ۲ اکتبر ۱۹۶۳) تدوین‌گر اهل بریتانیا است.
از فیلم‌ها یا مجموعه‌های تلویزیونی که وی در آن‌ها نقش داشته است، می‌توان به ورود، ۱۲ سال بردگی، بلید رانر ۲۰۴۹ وشرم اشاره نمود.